# Stara vrata
Rimski luk (tal. Arco romano) su, pored ostataka rimskih terma, najstariji arhitekturni spomenik antičke Tarsatike u Rijeci. 

## Povijest
Otkriveni kasnoantički zid u tijesnoj vezi sa spomenikom koji je poznat u starijoj literaturi kao "Rimski luk" odnosno "Vrata". Danas je utvrđeno da su Stara vrata najstariji arhitekturni spomenik u Rijeci. Od 1700. ta "Vrata" privlače pažnju humanističkih znanstvenika. U 19. stoljeću najprije je vladalo mišljenje da se radi o trijunfalnom luku podignutom u čast imperatora Klaudija. Arheolog Petar Kandler držao je da su to gradska vrata, no riječki povjesničar L. G. Cimiotti dokazao je da se radi o vratima kastruma. Moderni arheolog dr. Mate Suić precizira da se radi o vratima pretorija Trsatike, jer je jedini plastični ukras preostao na tom spomeniku okrenut moru. Ta je pretpostavka potvrđena kada su 1955. otkriveni, te arheološki 1981. godine istraženi ostaci kasnoantičkih zidova na začelju crkve sv. Sebastijana, koji su pripadali Kastrumu.Stara vrata ili Rimski luk, ulaz je u Stari grad.Rimski luk je u kasnijim stoljećima Riječanima ulijevao strahopoštovanje,time potičući legende.Jedna od njih je da su štrige (vještice) izgradile rimski luk za samo jednu noć.Još jedna zanimljiva legenda je da ako prođeš ispod rimskog luka točno u ponoć i zaželiš želju ispunit će se.

## Vanjske poveznice
|  | Zajednički poslužitelj ima još gradiva o temi Znamenite riječke građevine |